# Кустобе
Кустобе (каз. Құстөбе) — упразднённое село в Амангельдинском районе Костанайской области Казахстана. Входило в состав Кумкешуского сельского округа. Код КАТО — 393461300. Ликвидировано в 2013 году.

## Население
В 1999 году население села составляло 79 человек (41 мужчина и 38 женщин). По данным переписи 2009 года в селе проживало 29 человек (15 мужчин и 14 женщин).